# تالانگ
تالانگ (اندونزیایی: Talang) شهری در استان جاوه مرکزی کشور اندونزی است. جمعیت این شهر بر اساس سرشماری سال ۱۹۹۰ میلادی، ۶۲٫۱۵۷ نفر و بر اساس سرشماری سال ۲۰۰۰ میلادی، ۸۵٫۶۷۷ بوده که در سال ۲۰۰۷ میلادی به ۱۰۴٫۷۴۱ نفر افزایش یافته‌است.